# Santa Lucía Cotzumalguapa
Santa Lucía Cotzumalguapa är en kommunhuvudort i Guatemala.   Den ligger i departementet Departamento de Escuintla, i den sydvästra delen av landet, 60 km sydväst om huvudstaden Guatemala City. Santa Lucía Cotzumalguapa ligger 384 meter över havet och antalet invånare är 62 097.
Terrängen runt Santa Lucía Cotzumalguapa är kuperad norrut, men söderut är den platt. Runt Santa Lucía Cotzumalguapa är det ganska tätbefolkat, med 65 invånare per kvadratkilometer. Santa Lucía Cotzumalguapa är det största samhället i trakten. I omgivningarna runt Santa Lucía Cotzumalguapa växer huvudsakligen savannskog.